# Potentilla basaltica
Potentilla basaltica är en rosväxtart som beskrevs av A. Tiehm och B. Ertter. Potentilla basaltica ingår i Fingerörtssläktet som ingår i familjen rosväxter. Inga underarter finns listade i Catalogue of Life.